# Савич, Павле
Па́вле Са́вич (10 января 1909, Салоники — 30 мая 1994) — югославский физик и химик.

## Биография
Родился в городе Салоники, в то время входившем в состав Османской империи. В 1932 году окончил естественно-математический факультет Белградского университета по специальности «физическая химия». Из-за конфликта с одним профессором после окончания университета не смог остаться преподавать на кафедре физической химии, однако смог, поскольку окончил университет с отличием, устроиться ассистентом на кафедру физики на медицинском факультете, где преподавал в этой должности на протяжении двух лет и работал под началом профессора Драголюба Йовановича.
С 1934 по 1939 год работал с И.Жолио-Кюри по её же предложению в Институте радия, Париж, которое охотно принял, так как чувствовал, что не мог приобрести в Белграде научные знания по многим областям. Первоначально получил стипендию на работу во Франции только на период шести месяцев, однако в итоге проработал в этой стране пять лет. В этот период времени, особенно в 1938—1939 годах, он проводил серьёзные исследования в области ядерной физики.
В 1939 году, когда началась Вторая мировая война, Савич как иностранец был выслан из Франции, хотя был готов вступить добровольцем во французскую армию. Он вернулся в Белград, где поступил на работу на медицинском факультете Белградского университета, став профессором физической химии на фармацевтическом отделении факультета; в том же 1939 году вступил в Коммунистическую партию Югославии. 
С 1941 по 1944 год вместе с женой Бранкой Савич и сестрой Слободанкой принимал участие в Народно-освободительной войне против нацистских захватчиков, участвовал в партизанском движении: стал руководителем службы шифрования Верховного штаба НОАЮ, в 1943 году стал помощником председателя Антифашистского вече народного освобождения Югославии. 
В 1944 году был вывезен в Москву, где до 1945 года служил при военной миссии НОА Югославии в СССР.
В 1945—1946 годах работал в Институте физических проблем АН СССР; с 1945 (фактически с 1947) по 1966 год был профессором Белградского университета, с 1947 по 1966 год — директором Физико-химического института при этом университете; был также профессором естественно-математического факультета. 
В 1947 году основал Институт по изучению материи (с 1953 года носивший название Института ядерных исследований им. Б. Кидрича) в Винче, который возглавил после основания и которым руководил до 1960 года. 
С 1955 по 1960 год занимал должность заместителя председателя Югославской комиссии по ядерной энергии.
Научные интересы учёного лежали в основном в области ядерной физики, ядерной химии, физики низких температур и физики высоких давлений. Вместе с И. Жолио-Кюри он в 1938 году впервые доказал, что одним из продуктов деления ядра урана при облучении нейтронами является лантан. Открыл также один из изотопов ксенона.
Совместно с X.Халбаном и Л.Коварски определил точные параметры расщепления ядра урана, разработал метод получения сверхнизких температур, установил геохимический цикл урановых соединений. Изучал причины вращения системы частиц, разработав оригинальную теорию о причинах данного явления, влияние высоких давлений и температуры на структуру вещества (в том числе при абсолютном нуле). 
С 1960 года занимался разработкой теории происхождения вращения небесных тел.
Был членом Югославской (Сербской) академии наук и искусств, в 1971—1981 годах занимал должность её президента. Состоял также почётным членом несколько академий наук, в том числе с 1958 года был иностранным членом АН СССР.